# Raszków (Ukraina)
Raszków (ukr. Рашків, Raszkiw) – wieś na Ukrainie, w  obwodzie iwanofrankiwskim, w rejonie horodeńskim. 
W II Rzeczypospolitej wieś  w powiecie horodeńskim województwa stanisławowskiego. W lutym 1940 NKWD zesłało na Syberię jedną polską rodzinę (6 osób). W 1945 nacjonaliści ukraińscy z OUN-UPA zamordowali tutaj 4 Polaków.
W czasie okupacji niemieckiej polski mieszkaniec wsi Marceli Linkiewicz ukrywał w swoim gospodarstwie Żyda Hermanna Steinkohla Zennera, za co w 2008 roku Instytut Jad Waszem uhonorował go tytułem Sprawiedliwego wśród Narodów Świata.